# A Futile and Stupid Gesture
A Futile and Stupid Gesture (bra: Fútil e Inútil) é um filme de comédia estadunidense de 2018 dirigido por David Wain e escrito por John Aboud e Michael Colton, baseado no livro homônimo de Josh Karp. Estrelado por Will Forte, Domhnall Gleeson e Neil Casey, estreou no Festival Sundance de Cinema em 22 de janeiro de 2018.

## Elenco
- Will Forte - Doug Kenney
  - Martin Mull - Doug (narrador)[3]
- Domhnall Gleeson - Henry Beard
- Neil Casey - Brian McConnachie
- Jon Daly - Bill Murray
- Nelson Franklin - P.J. O'Rourke
- John Gemberling - John Belushi
- Rick Glassman - Harold Ramis
- Seth Green - Christopher Guest
- Max Greenfield - Chris Miller
- Harry Groener - Harry Kenney
- Camille Guaty - Alex Garcia-Mata
- Ed Helms - Tom Snyder
- Thomas Lennon - Michael O'Donoghue
- Joe Lo Truglio - Brad Zotti
- Matt Lucas - Tony Hendra
- Natasha Lyonne - Anne Beatts
- Joel McHale - Chevy Chase
- Annette O'Toole - Stephanie Kenney
- Emmy Rossum - Kathryn Walker
- Jackie Tohn - Gilda Radner
- Matt Walsh - Matty Simmons
- Finn Wittrock - Tim Matheson
- Elvy Yost - Mary Marshmallow
- David Wain - Entrevistador
- Ben Campbell
- Jon Klaft
- Brad Morris - Peter Ivers
- Rick Overton
- Mark Metcalf
- David Krumholtz & Mitch Hurwitz - Editores
- Michael Sherman - Ed Sullivan
- Kerri Kenney-Silver
- Bob Stephenson
- Liz Femi
- Chris Redd
- Meera Rohit Kumbhani - Elaine
- Armen Weitzman - Lorne Michaels
- Lonny Ross - Ivan Reitman
- Steven Sims - Stephen Furst
- Brian Huskey - John Landis
- Rich Sommer - Harry Crane
- Andrew Gray McDonnell - Michael O'Keefe
- Erv Dahl - Rodney Dangerfield
- Paul Scheer - Paul Shaffer
- Lindsey Kraft - Gwyneth Cravens
- Paul Rudd